# The Hollywood Revue of 1929
 The Hollywood Revue of 1929 és una pel·lícula musical estatunidenca de Charles Reisner, estrenada el 1929.

## Argument
Amb l'arribada del cinema sonor i les primícies de la Technicolor les grans companyies cinematogràfiques hollywoodienques van decidir posar en marxa el que no es deia encara "superproducció". De fet es tractava de reunir en una mateixa pel·lícula el conjunt dels actors component els seus quadres respectius. Així la Warner Bros. va fer realitzar el seu The Show of Shows mentre que pel seu costat La Metro treia  The Hollywood Revue of 1929 reunint els seus actors, entre els quals Stan Laurel i Oliver Hardy. No hi ha guió en aquest fil que està compost d'una successió de números musicals per als quals els actors van ser convidats a fer una mica el contrari del que feien habitualment a la pantalla. Laurel i Hardy se'n surten interpretant els presentadors màgics.

## Repartiment
- Conrad Nagel: Ell mateix com a mestre de cerimònia
- Jack Benny: Ell mateix com a mestre de cerimònia
- John Gilbert: Ell mateix
- Marion Davies: Ella mateixa
- Norma Shearer: Ella mateixa
- William Odis: Ell mateix
- Joan Crawford: Ella mateixa
- Buster Keaton: Princesa Raja
- Marie Dressler :Ella mateixa
- Cliff Edwards: Ell mateix
- Charles King: Ell mateix
- Stan Laurel: Stan, ajudant màgic
- Oliver Hardy: Oliver, màgic
- Polly Moran: Ella mateixa
- Gus Edwards: Ella mateixa
- Anita Page: Ella mateixa
- Lionel Barrymore: Ell mateix
- Renée Adorée: Ella mateixa
- William Haines: Ell mateix

## Nominacions
- 1930. Oscar a la millor pel·lícula